# Драйер, Ханс
Ханс Драйер (нем. Hans Dreier, 21 августа 1885 — 24 октября 1966) — американский художник-постановщик, работавший на студии «Paramount Pictures» с 1927 по 1950 год.

## Биография
Родился в Бремене, Германия, Драйер начал свою карьеру в немецком кино в 1919 году, и до конца 1920-х годов переехал в Голливуд.
Он участвовал в создании почти 500 фильмов во время его длительной карьеры. Он был номинирован на премию «Оскар» за лучшую работу художника-постановщика 23 раза. Он выиграл премию «Оскар» за лучшую работу художника-постановщика за фильмы «Бухта пирата» (1944), «Самсон и Далила» (1950) и «Бульвар Сансет» (1950).

## Избранная фильмография
- 1927 — Крылья / Wings
- 1928 — Последний приказ / The Last Command
- 1928 — Патриот / The Patriot
- 1929 — Громобой / Thunderbolt
- 1929 — Парад любви / The Love Parade
- 1931 — Улыбающийся лейтенант / The Smiling Lieutenant
- 1932 — Один час с тобой / One Hour with You
- 1932 — Шанхайский экспресс / Shanghai Express
- 1934 — Отец Браун, детектив / Father Brown, Detective
- 1934 — Похищенная ребенок мисс Фейн / Miss Fane’s Baby Is Stolen
- 1934 — Принцесса на тридцать дней / Thirty-Day Princess
- 1936 — Млечный путь / The Milky Way
- 1937 — Лёгкая жизнь / Easy Living
- 1938 — Школа свинга / College SwingStarDeg
- 1939 — Ножки на миллион долларов / Million Dollar Legs
- 1939 — Засада / Ambush
- 1939 — Никогда не отчаивайся / Never Say Die
- 1940 — Запомни ночь / Remember the Night
- 1940 — Великий Макгинти / The Great McGinty
- 1940 — Рождество в июле / Christmas in July
- 1941 — Луизианская покупка / Louisiana Purchase
- 1941 — Поддающиеся Канарейка / The Hard-Boiled Canary
- 1942 — Приключения в Палм-Бич / The Palm Beach Story
- 1944 — Чудо в Морганс-Крик / The Miracle of Morgan's Creek
- 1944 — Великий момент / The Great Moment
- 1946 — Невеста в сапогах / The Bride Wore Boots
- 1947 — Опасные приключения Полины / The Peril of Pauline
- 1948 — Разве это не романтично? / Is not It Romantic?